# Leptoceratops
Leptoceratops (înseamnând „față cu coarne mici” din grecescul lepto-/λεπτο- care înseamnă „mic”, „nesemnificativ”, „subțire”, „slab” și kerat-/κερατ- care înseamnă „corn” și -ops/ωψ care înseamnă „față”), este un gen de dinozaur ceratopsian primitiv care a trăit în Cretacicul târziu, acum 66,8-66 milioane de ani în urmă, în ceea ce astăzi este America de Nord. Craniile lor au fost găsite în Alberta, Canada și Wyoming.

## Descriere

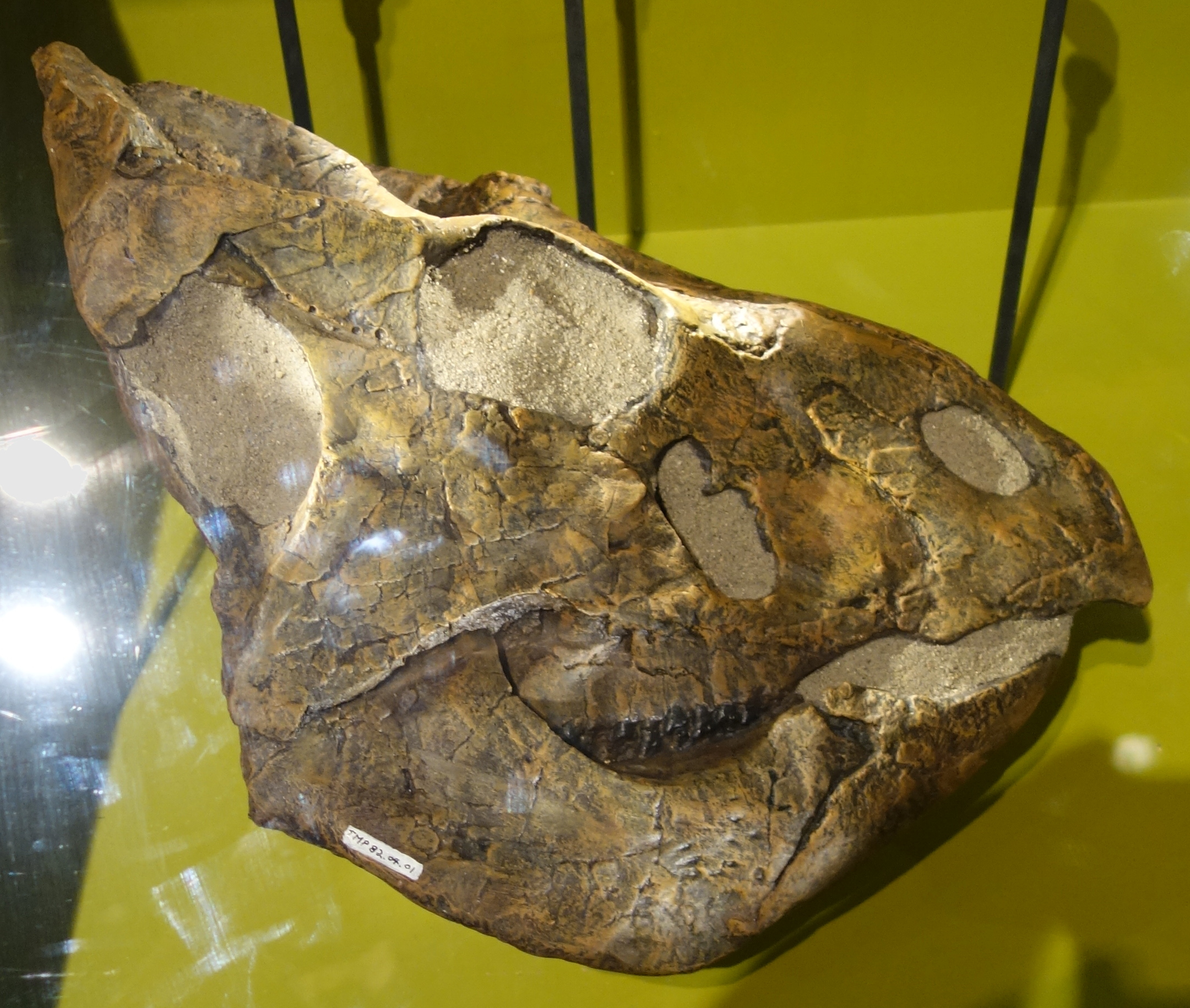
Craniu de Leptoceratops.

Leptoceratops era un dinozaur mic care avea membrele anterioare scurte iar cele posterioare lungi și puternice, adaptat atât mersului biped cât și cel qvadruped. Craniul mic nu prezentă urme de coarne, spre deosebire de rudele lor. În partea din spate a capului avea un guler mic, o formă clară primitivă.  Nu existau deschideri în osul gulerului ca în cazul altor ceratopsieni.
Leptoceratops măsura între 1,2 până la 2,7 metri lungime și cântărea între 67-200 kg.

## Descoperire
Primul ceratopsian numit Leptoceratops a fost descoperit în 1910 de paleontologul american Barnum Brown în Valea Cerbului Roșu din Alberta, Canada. El a descris-o patru ani mai târziu. Primului exemplar îi lipsea o parte din craniu, dar în 1947 paleontologul americano-canadian CM Sternberg a descoperit o fosilă completă. Specia tip este  Leptoceratops gracilis. În 1942, materialul colectat în Montana a fost numit Leptoceratops cerorhynchos dar ulterior a fost redenumit Montanoceratops.